# Arrondissement Bruggy
Arrondissement Bruggy (nizozemsky: Arrondissement Brugge; francouzsky: Arrondissement de Bruges) je jeden z osmi arrondissementů (okresů) v provincii Západní Flandry v Belgii.
Jedná se o politický a zároveň soudní okres. Soudní okres Bruggy také zahrnuje všechny obce politického okresu Ostende, všechny obce politického okresu Tielt kromě obcí Meulebeke, Dentergem, Oostrozebeke a Wielsbeke, také zahrnuje obci Lichtervelde politického okresu Roeselare.

## Historie
Arrondissement Bruggy vznikl roku 1800 jako první arrondissement v departmentu Lys (nizozemsky: Departement Leie). Původní okres zahrnoval kantony Ardooie, Bruggy, Gistel, Ostende, Ruiselede, Tielt a Torhout. Roku 1818 vznikly arrondissementy Ostende, Roeselare, Tielt a Torhout. Tímto ztratil arrondissement Bruggy více než polovinu své rozlohy.
Roku 1823 zanikl arrondissement Torhout. Kanton Torhout byl přidán zpět k arrondissementu Bruggy. Jako výsledek spojení obcí roku 1977, byla obec Wijnendale, která byla přidána ke městu Torhout od obce Ichtegem, přidána k arrondissementu Bruggy od arrondissementu Ostende a obec Wenduine, která byla připojena k obci De Haan, byla postoupena arrondissementu Ostende.

## Obyvatelstvo
Počet obyvatel k 1. lednu 2017 činil 281 256 obyvatel. Rozloha okresu činí 661,29 km².

## Obce
Okres Veurne sestává z těchto obcí:
- Beernem
- Blankenberge
- Bruggy
- Damme
- Jabbeke
- Knokke-Heist
- Oostkamp
- Torhout
- Zedelgem
- Zuienkerke